# Joe Dinicol
Joe Dinicol, né le 22 décembre 1983 à Stratford, est un acteur canadien.

## Biographie
Joe Dinicol est né le 22 décembre 1983 à Stratford, en Ontario au Canada. Il est le fils de Emma Neville et de l'acteur Keith Dinicol. Son grand-père du côté maternel est John Neville.

### Carrière
Il commence sa carrière en tant qu'enfant-acteur au Stratford Shakespeare Festival. Il est apparu depuis dans des séries canadiennes telles que Train 48 et Rideau Hall.
Sur scène, au Stratford Festival, Joe Dinicol est apparu dans Antoine et Cléopâtre, Les Joyeuses Commères de Windsor, En attendant Godot et Richard III. Il a joué dans The Needfire au Théâtre Royal Alexandra à Toronto. Il a également joué en 1996 dans l'enregistrement de En attendant Godot pour la Société Radio-Canada. 
Son rôle le plus important au cinéma est le second rôle masculin dans La Bataille de Passchendaele de Paul Gross réalisé en 2008.
Entre 2013 et 2014, il était l'acteur principal de la série Betas, diffusée sur Amazon Video. Depuis 2015, il joue le rôle récurrent du Dr Mitchell Spencer dans la série Grey's Anatomy.

## Filmographie

### Cinéma
- 1999 : Virgin Suicides : Dominic Palazzolo
- 1999 : Water Damage
- 1999 : Jacob Two Two Meets the Hooded Fang : O'Toole / Noah
- 2003 : Fast Food High : Scott
- 2003 : Kart Racer : Rodney Wells
- 2003 : Friday Night : Danny
- 2006 : The Marsh : Brendan Manville
- 2007 : Weirdsville : Jeremy Taylor
- 2007 : Bottom Feeder : Callum
- 2007 : Chronique des morts-vivants : Eliot Stone
- 2008 : Spotliation : Socrates
- 2008 : La Bataille de Passchendaele : David Mann
- 2009 : Puck Hogs : Terry Bender
- 2010 : Scott Pilgrim : un hipster dans un ascenseur
- 2011 : Servitude : John Stein
- 2011 : Bad Meat : Billy
- 2013 : Cubicle Warriors : Isaac

### Télévision

#### Séries télévisées
- 1998 : Marshall et Simon : Une nouvelle dimension (saison 1, épisode 5) : Ollie Roberts
- 1998-1999 : Anatole : Paul (Voix)
- 2000 : Real Kids, Real Adventures (saison 3, épisode 9) : John
- 2000 : Jett Jackson (saison 3, épisode 1) : Byron
- 2002 : Rideau Hall : Jason Gallant
- 2003-2004 : Train 48 : Zach Eisler
- 2003 : Sue Thomas, l'œil du FBI (saison 2, épisode 3) : Nathan Wyatt
- 2008-2009 : Derek (7 épisodes) : Truman French
- 2009 : Les Enquêtes de Murdoch (saison 2, épisode 4) : Harry Houdini
- 2011-2012 : Ma baby-sitter est un vampire (3 épisodes) : Jesse
- 2011 : Haven (saison 2, épisode 5) : Peter Novelli
- 2011 : Flashpoint (saison 4, épisode 8) : Tyler Davis
- 2012 : The L.A. Complex : Nick Wagner
- 2013-2014 : Betas : Trey Barnett
- 2015-2016 : Grey's Anatomy (6 épisodes) : Dr Mitchell Spencer
- 2015-en cours : Blindspot (8 épisodes) : David
- 2016 : Halt and Catch Fire (saison 3, épisode 3, 4 & 5) : Craig Bosch
- 2016-en cours : Arrow : Rory Regam / Ragman (récurrent)
- 2017 : Saving Hope : Thomas Leffering
- 2018 : S.W.A.T. (saison 1, épisode 10) : Telly
- 2023 : Code Quantum : Eugene Wagner
- 2023 : The Hardy Boys : Agent Driscoll (saison 3)

#### Téléfilms
- 1997 : Elvis Meets Nixon : un enfant de 10 ans
- 2000 : The Loretta Claiborne Story : Russell
- 2000 : Mission secrète sur internet (Mail to the Chief) : Kyle
- 2001 : The Facts of Life Reunion : Sam
- 2004 : À la dérive : Tommy
- 2010 : Des bleus au cœur (Reviving Ophelia) : Cody
- 2010 : Ma baby-sitter est un vampire : Jesse
- 2019 : Noël à la une (Christmas 9 to 5) de Jill Carter : Jack Desmond